# Franz Haller (Anthropologe)
Franz Haller (* 2. April 1948 in Meran; auch Franz Josef Haller oder Franz J. Haller genannt) ist ein Südtiroler Anthropologe und Dokumentarfilmer.

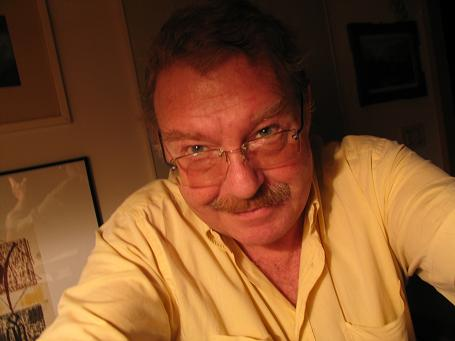
Franz Haller (2006)

## Leben
Haller wuchs in Meran auf, sein Vater Franz Haller war dort als Frauenarzt tätig. Danach studierte er Psychologie an der Rutgers University (USA) und Ethnologie an der Universität Wien (Dissertation 1976 unter dem Titel "Zum Problem des Eisens in Westafrika : ein kulturgeschichtlicher Versuch im Lichte verschiedener Methoden"). 1974 war Haller Mitbegründer des Landwirtschafts-Museums Brunnenburg in Dorf Tirol. 1974 spezialisierte er sich in Visueller Anthropologie am IWF-Institut für den Wissenschaftlichen Film in Göttingen. 1975 unternahm er eine Filmexpedition zu Tieflandindianern am Río Vaupés in Kolumbien, dort entstanden ethnographische Filmeinheiten für die Encyclopaedia Cinematographica und die Max-Planck-Gesellschaft. Haller lebt in Gargazon bei Meran.

## Lehrtätigkeit
1976 wurde Haller im Auftrag der Organisation Amerikanischer Staaten als Professor der Ethnologie an die Pontificia Universidad Católica del Ecuador in Quito berufen, diesen Auftrag übte er bis 1979 aus. Seit 1977 ist Haller Mitglied der international Union of Anthropological & Ethnological Sciences der UNESCO. 1984 gründete Haller den „Arbeitskreis Visuelle Dokumentation Südtiroler Volkskultur“. Von 1988 bis 1994 lehrte Franz Haller visuelle Anthropologie am Institut für Volkskunde an der Universität Innsbruck. 1998/99 war Haller Dozent für Kulturgeschichte des Alpenraumes an der Universität Bozen. Franz J. Haller ist Autor von über 150 Filmdokumentationen für Lehre, Wissenschaft und Fernsehen. 2012 eröffnete Haller das freie Internet-Portal mit Bild- und Filmarchiv zur Kulturgeschichte Südtirols: tirolerland.tv.

## Filme (Auswahl)
F: Filmdokument
TV: RAI-Sender Bozen
1974
- Der Strickenmacher - Ultental (F)

1975
- Ethnographische Filmexpedition Kolumbien (SA) : (16mm-Filme) ISBN 3-88222-060-0.
- Herstellung einer Maske / Cubeo
- Herstellung einer Maske / Makuna
- Flechten eines Sammelkorbes / Macù
- Hauseinweihung (maloca) Federschmuckfest und ritueller Drogenkonsum, Barasana
- Zubereitung von Cocapulver / Taiwano
- Herstellung eine Fischpfeiles / Cubeo
- Herstellung eine Reflexbogens / Cubeo
- Herstellung eines Blasrohres / Taiwano
- Herstellung von Tanzstäben / Cubeo
- Flechten einer Maniokpresse (tipitì) / Cubeo

1976
- Indigenas Olvidados - Indianer in der Erdölkultur (F) Universidad Catòlica Quito/Ecuador - Lateinamerika-Institut Wien
- Bau einer Fuchsfalle / Südtirol - Ultental (F)

1979
- Das Handwerk des Rädermachers / Südtirol - Ultental (F) ISBN 3-88222-060-0.
- Das Handwerk des Webers 1. Teil / Südtirol - Ultental (F)

1980
- Pflügen mit dem ‚radelpfluag‘ / Südtirol – Flaas (F) ISSN 0341-5910
- Das Brauchtum des Scheibenschlagens / Südtirol (F)

1983
- Das Handwerk des Tuchwebers - Weberei / Südtirol - Ultental (F)
- Das Handwerk des Rädermachers (F) TV
- Traditionelle Feldbestellung mit dem Radelpflug in Flaas / Mitteleuropa, Tirol, doi:10.3203/IWF/E-2760
- Herstellung eines Wagenrades in Flaas / Mitteleuropa, Tirol, doi:10.3203/IWF/E-2759

1984
- Vom Pflug zum Brot - mit Siegfried de Rachewiltz, Arbeitskreis.Visuelle Dokumentation (F) TV
- Vorindustrielle Agrartechniken in Südtirol (F)
- Jahresbrauchtum in Südtirol (F)
- Der Maler Hans Ebensperger , mit Irmgard Knoll (F) TV
- Herstellung eines Schuhs für die Meraner Frauentracht (F)
- Das andere Meran ... eine Stadt erzählt / mit Peter Lloyd (F) TV
- Max Valier Max Valier (Text/Regie) mit Mario Deghenghi (F) TV
- Herstellung eines Weinfasses in Villanders / Mitteleuropa, Tirol, doi:10.3203/IWF/E-2797
- Zubereitung von Speck und Wurst bei der Hausschlachtung in Villanders / Mitteleuropa, Tirol, doi:10.3203/IWF/E-2806

1988
- The costume of Scheibenschlagen, ibid. (P)
- Der Maler Robert Graf Du Parc in Meran  / mit Peter Lloyd (F) TV
- Vom Rationalismus zur Regimearchitektur : Südtirol 1925–1940 (F) TV

1989
- Der Kartograph Franciscus Eusebius Chini Eusebio Francisco Kino (F) TV
- Der Maler Rudolf Bellenzier (F) TV
- Das Handwerk des Kunstschmiedes / Südtirol - Lana (F)
- Das Handwerk des Zeug-Schmiedes / Südtirol - Lana (F)
- Volksmedizin: die Behandlung von Ischiasschmerzen mit glühendem Eisen - Meran (F)

1991
- Eine Weinpresse (torggl) Kelter aus dem Jahre 1691 nach 300 Jahren in Funktion / Naturns (F)
- Kastanien.... eine stachelige Sache – Museum Brunnenburg, Dorf Tirol (F) / zusammen mit S. de Rachewiltz und B. Insam TV
- Mischtziachen / Düngemethoden / Südtirol - Pustertal (F) TV
- Heimatpflege in Südtirol, (F)

1992
- Erdeführen mit der ‚breatlatt‘ / Südtirol - Naturns (F)
- Die Räter - Handelsvolk zwischen Norden und Süden (F) Landesmuseum Schloss Tirol

1993
- Alois Negrelli, der Ingenieur des Sueskanal (F) TV
- Baugeschichte von Schloß Tirol - I / Tiroler Landesausstellung - Eines Fürsten Traum, Schloß Tirol (F)

1994
- Kalkbrennen / Kalkofen / Südtirol - Montan / Umweltamt Bozen (F)
- Leben am Steilhang – Trag- und Ziehgeräte in den Tiroler Alpen, Museum Brunnenburg / mit Siegfried de Rachewiltz (F)
- Isna : Massentourismus am Nil (F)

1995
- Von Hüten, Hutern und Hutträgern, mit Studenten Institut für Volkskunde Universität Innsbruck (F)
- Tiroler Kitsch – oder das Geschäft mit dem Niedlichen (F), mit Studenten Institut für Volkskunde Universität Innsbruck TV
- Ethnizität und Zusammenleben - in Teaching of Visual Anthropology ed. Paolo Chiozzi - Università di Firenze (P)  TV
- 100 Jahre Strom in Tirol – vom ersten elektrischen Licht / Amt für Energie und Umweltschutz (F) TV
- Treber – Weinbrand mit Tradition (F)

1996
- Bilder und Zeichen des Geistes – die Buchmalerei in Kloster Neustift bei Brixen Kloster Neustift TV
- Der Saltner mit Gottfried Deghenghi (F) TV
- Drehorgeln in Meran mit Gottfried Deghenghi (F) TV

1997
- Streiflichter der Zeitgeschichte 1 : Die Front im Eis - Ortler 1915-18 : aus dem Bildarchiv von Oberleutnant Franz Haller (F) TV
- Die russische Stiftung Borodine in Meran (F) TV

1998
- Die erste Seilbahn der Welt entsteht in Bozen: Kohlerer Bahn (F) TV
- Die Baugeschichte von Schloß Tirol II / Landesmuseum Schloss Tirol (F)
- Neue Wege wagen : Oswald Zoeggeler – Architekt (F) TV
- Das Land Tirol in der Kartographie vom Altertum bis Peter Anich Peter Anich (F) TV
- Zeugnisse aus Bauernhand : 25 Jahre Museum Brunnenburg (F) TV

1999
- Tiroler Kitsch über das Geschäft mit dem Niedlichden -TV-Version (F) TV
- Petri Heil ! – Von Kaiser Maximilian I. (HRR) Jagd- und Fischereibüchern bis heute (F) TV

2000
- Streiflichter der Zeitgeschichte 2: Der 20. Juli 1944 Attentat vom 20. Juli 1944 – das Attentat auf Hitler - und die Südtirolfrage Südtirol / mit L. Walter Regele (F) TV
- Obstbau in Lana : von den 40er Jahren bis heute (F) TV
- Zigeunergräber in Niederlana (F) TV

2001
- Der Maler Jakob de Chirico, mit Peter Lloyd (F) TV
- Ad „BSE“ – Aktionskunst mit Peter Tribus (F) TV
- Pilgerwege in Südtirol (F)
- Europa entdeckt das Antlitz Chinas – Martino Martini: Autor des ersten in Europa publizierten Atlanten Chinas (1650) (F) TV
- Tiroler Loden Loden – Von der Handweberei zur Tuchfabrik (F) TV

2002
- Trinkstuben in Sudtirol (F)
- Der Maler Gerald Strasser : Meran und München (F)
- Schatten & Licht : Kunstinstallationen an Littfaßsäulen in Meran (F)
- Baugeschichte Schloß Tirol: Mittelalterarchäologie / Landesmuseum Schloß Tirol (F)
- Pavel Schmid – Aktionskünstler, Meran / Künstlerbund Bozen (F)
- Tiroler Weinbau (1. Teil) von Meinhard II. auf Schloss Tirol bis zum Arzt Hippolyt Guarinoni – mit Siegfried de Rachewiltz / Landesmuseum Schloss Tirol (F) TV

2003
- Streiflichter der Zeitgeschichte 3 : Agenten–Schieber–Profiteure : Kriegsende in Südtirol 1943–1945 mit Shraga Elam, Gerald Steinacher, Walter Regele (F) TV

2004
- Meran wird ein Curort : Die Gründerjahre 1823–1861 und das Wirken des Bürgermeisters Valentin Haller (F) TV
- Tiroler Weinbau 2. Teil : Der Wein in den Reiseberichten 1680–1880, Landesmuseum Schloß Tirol (F) TV

2005
- ’s Ladele ... über das allmähliche Verschwinden einer lieb gewonnenen Einrichtung (F) TV
- Streiflichter der Zeitgeschichte 4 :„Ettore Tolomei & der italienische Nationalismus in Südtirol“, mit L.W. Regele (F) TV
- Von Mischtknollen & Mischtloaben – Felderdüngen im Mühlwalder- und Langtauferertal (F) TV

2006
- Tiroler Weinbau 3. Teil: Rund um den Weingenuß : Von Flaschen, Korken, Korkenziehern und dem feinen Weinglas (F) TV
- Brennerei Unterthurner Feinbrenner mit Leib und Seele – Marling/Meran (F)
- Edition der Langzeit Filmdokumentation (1992–2002): Baugeschichte von Schloss Tirol (3. Teil) Landesmuseum Schloss Tirol (F)
- Ein Malerleben in Meran: Friedrich Wasmann und seine Zeit (1830–1886) / RAI-TV & Landesmuseum Schloß Tirol (F) TV

2007
- Die Hostie – das Brot des Herrn (F) TV
- Moderne Holzarchitektur in Südtirol (F) / TIZ-Technisches Innovationszentrum, Bozen
- Die Kirche von Kischi - eine Flussreise zum UNESCO-Kulturerbe in Karelien Karelien (F)

2008
- Speck und Wurst (F) TV
- Der Ansitz Talegg – die ideale Renaissancevilla (F) TV
- Der Kuntersweg – Handelsweg zwischen Nord & Süd (F) TV
- Sigmundskron 1957–2007 – Landeshauptmann Dr.Luis Durnwalder zum Gedenkjahr (F)

2009
- Die Südtiroler in Mussolinis (Abessinienkrieg) 1935–1936 mit Gerald Steinacher (F)  TV
- Brauch-Sitte-Alltag : ‚Egetmann-Umzug in Tramin’ Langzeit-Dokumentation 1981–2009 (F)
- Andreas Hofers Letzte Reise und der Mythos Hofer (F)
- Ladinische Fassung der Dokumentation über „Ettore Tolomei und der italienische Nationalismus in Südtirol“ (F)

2010
- Zur Kulturgeschichte des Pfluges in Tirol 1. & 2. Teil (F) mit Siegfried de Rachewiltz, Landesmuseum Schloss Tirol
- 100 Jahre Hotel Laurin: Die Laurin-Fresken und König Laurins Rosengarten (F), mit Helmut Stampfer
- Fire Boost - Ein Innovatives Abfallverbrennungsverfahren (F)

2011
- Zeitzeugen Südtirol 1943-45 für United States Holocaust Memorial Museum (F) zusammen mit Gerald Steinacher, Harvard University
- Fluchtziel Südtirol - Die letzten Tage der Repubblica Sociale Italiana - Repubblica di Salò 1943-45 (F)

2012
- In fuga verso l´Alto Adige - gli ultimi giorni della Repubblica Sociale Italiana Repubblica di Salò 1943-45 (F)

2013
- Joseph Ennemoser: vom Passeirer Hüterbuben zum Freiheitskämpfer, Arzt und Magnetiseur (F)

### Aktuelle Projekte
- Der Bildhauer Hans Piffrader: Kunst und Diktatur & der lange Arm des Faschismus (F)
- Rettungsethnologie: Bäuerliches Transportwesen (F) mit Siegfried de Rachewiltz, Landesmuseum Schloss Tirol (F)
- Der Homöopath Dr. Christoph Hartung 1779 Römhild - 1853 Baden bei Wien
- Das Sanatorium von Hartungen in Riva del Garda (Franz Kafka/Thomas Mann/Heinrich Mann...)

## Publikationen (Auswahl)
- Feldforschung: Migration and Rehousing, Lake Tchad Aerea. Diplomarbeit. Österr. BM für Wissenschaft & Forschung, Wien 1972.
- Das Mythologem des Schmiedes in West- und Zentralafrika. Institut für Völkerkunde, Universität Wien 1978 (Dissertation)
- Mitteleuropa, Tirol – Zubereitung von Speck und Wurst bei der Hausschlachtung in Villanders. (= Publikationen zu wissenschaftlichen Filmen. Sektion Ethnologie, Ser. 14, Nr. 17). 1984.
- Volkskunde und Film. In: Tiroler Volkskultur. Nr. 10, Bozen 1984.
- The use of ethnovisuals in museums. In: Paolo Chiozzi, Franz Haller, M. Krischke Ramaswamy: Issues in visual anthropology : proceedings of the 1st Conference on Visual Anthropology in the Alpine Region, Maretsch Castle, Bozen/Italy, 1987. Herodot, Aachen 1988, ISBN 3-924007-82-9.
- Visual Anthropology and didactics. In: Paolo Chiozzi (Hrsg.): Teaching Visual Anthropology. Università di Firenze, 1990.
- mit Sebastian Marseiler und Udo Bernhart: Zeit im Eis – Die Front in Schnee und Eis am Ortler 1915/18. Athesia, Bozen 1996, ISBN 88-7014-912-9.

## Auszeichnungen
- 1974 Walther von der Vogelweide Förderpreis, Bozen
- 1987 1. Preis Film Antropologico, Universität Palermo für „Vorindustrielle Agrartechniken in Südtirol“
- 1991 Filmpreis Sondrio für die Dokumentation „Jahresbrauchtum in Südtirol“
- 2006 Filmpreis 22. Wirtschaftsfilmtage, Wien (Film: Von der Handweberei zur Tuchfakrik)